# 全安街道
全安街道，是中华人民共和国吉林省长春市南关区下辖的一个乡镇级行政单位。

## 行政区划
全安街道下辖以下地区：
长大社区、财神庙社区、天利南社区、全安广场社区、天乐胡同社区、塘子胡同社区和聚宝胡同社区。